# 히스토모나스속
히스토모나스속(Histomonas)은 기생 생활을 하는 원생생물 속으로 닭과 칠면조, 꿩 등의 조류를 감염시키는 칠면조편모충(또는 흑두병원충)를 포함하고 있다. 많은 가금류를 감염시키지만, 칠면조가 특히 치사율이 높다. 칠면조편모충은 맹장의 내강과 간의 실질에 기생하여 광범위한 괴사를 유발한다. 다른 맹장 기생충인 선형동물 닭맹장충(Heterakis gallinarum)에 의해 전염된다.